# The Lady in White
«The Lady in White» —en español: «La dama de blanco»— es el séptimo episodio de la novena temporada de la serie de televisión de antología American Horror Story. Se emitió el 30 de octubre de 2019, en FX. El episodio de 41 minutos, fue escrito por John J. Gray, y dirigido por Liz Friedlander.

## Argumento
En 1948, el Campamento Redwood fue conocido como el Campamento Golden Star. Lavinia Richter trabaja allí como cocinera para que sus hijos Benjamin (Richter) y Bobby puedan pasar un verano divertido. Bajan al lago a nadar, pero Benjamin deja a Bobby para ver a un salvavidas y a un consejero tener sexo. Bobby va al lago y es asesinado por la hélice de un bote a motor. Lavinia está angustiada y culpa a todos, incluyendo a Benjamin, por la muerte de su hijo.
En 1989, Donna, después de haber fingido la muerte de Brooke y haberla rescatado de la prisión, intenta cuidarla, que es escéptica y la amenaza por una respuesta. Donna explica que está tratando de hacer las cosas bien. Brooke ve un periódico que muestra el concierto de Camp Redwood, y afirma que quiere volver y asesinar a Margaret. Donna lleva a Brooke a una pista de patinaje con la esperanza de que cambie de opinión, pero Brooke sigue queriendo volver al campamento. Un hombre llamado Bruce se acerca a ellos y pide que la lleven. Donna se niega, pero cuando él arregla su coche ella de mala gana le da un paseo. Durante el paseo, Bruce pone nerviosas a las chicas y ellas se detienen. Antes de que Bruce pueda salir, un coche de policía se detiene detrás de ellas. Cuando el policía se acerca, Bruce le dispara y las mujeres se van. Bruce mata al policía y se lleva su auto.
Richter regresa a Redwood y es emboscado por sus víctimas, en busca de venganza por haberlas asesinado. Lo llevan a los otros fantasmas, que están furiosos y exigen saber por qué ha regresado al campamento. Richter explica que vino a asesinar a Richard Ramírez en venganza por haber asesinado a su esposa. Le dicen a Richter que están aterrorizados por una mujer vestida con un traje de noche blanco, que los persigue. Richter se da cuenta de que la mujer es su madre y explica que después de la muerte de Bobby, Lavinia enloqueció y asesinó al personal. Cuando Lavinia agarró a Benjamin, él la apuñaló fatalmente en defensa propia. Cuando Xavier guía a Richter a una cabaña abandonada, Richter entra solo y es recibido por Lavinia. Ella está disgustada con Richter y se revela que manipuló a Margaret para que llevara a cabo la masacre de 1970 y culpara a Richter por el crimen. Ella desaparece, dejando a un devastado Richter solo en la cabaña.
Bruce acelera hacia el coche de Donna y lo deja atrás, dejando a los dos inconscientes. Brooke se despierta en el auto con Bruce y le da dos opciones: poner el auto en marcha y arrastrar a Donna que está atada a la parte trasera del coche, o le dispararía y arrastraría a Donna él mismo. Brooke toma una tercera opción y pone el auto en reversa, y luego dispara a Bruce con su propia arma. Donna trata de ahogarlo, pero Brooke la detiene. En el campamento Redwood, llega el autobús de la gira de Kajagoogoo. Trevor se reúne con el fantasma de Montana. Donna y Brooke atan a Bruce a una señal de tráfico y le cortan los dos pulgares. Brooke se va a Redwood y Donna insiste en que la acompañe para ver las cosas hasta el final. Durante la noche, Courtney entra en el autobús de la gira y encuentra a todos los miembros de Kajagoogoo muertos.
Richter se sienta en el muelle y Lavinia se acerca a él. Ella le exige que se vaya. Richter explica que tiene un hijo llamado Bobby. Lavinia anima a Richter a suicidarse antes de que Ramírez venga a recoger su alma. Ella desaparece y Richter se mata con su cuchillo. Su fantasma aparece, toma el cuchillo y se va del muelle.

## Elenco

### Principal
- Emma Roberts como Brooke Thompson[2]
- Billie Lourd coomo Montana Duke[2]
- Leslie Grossman como Margaret Booth[2]
- Cody Fern como Xavier Plympton[2]
- Matthew Morrison como Trevor Kirchner[2]
- Gus Kenworthy como Chet Clancy[2]
- John Carroll Lynch como Benjamin Richter / Sr. Jingles[2]
- Angelica Ross como Rita / Donna Chambers[2]
- Zach Villa como Richard Ramirez[2]

### Invitados
- DeRon Horton como Ray Powell
- Leslie Jordan como Courtney
- Connor Cain como el joven Benjamin Richter
- Sean Liang como Wide Load
- Lily Rabe como Lavinia Richter
- Dylan McDermott como Bruce

## Recepción
«The Lady in White» fue visto por 1.05 millones de personas durante su emisión original, y obtuvo una cuota de audiencia de 0.5 entre los adultos de 18 a 49 años.
El episodio recibió críticas muy positivas por parte de los críticos. En Rotten Tomatoes, el episodio tiene un índice de aprobación del 82% basado en 11 críticas, con una calificación promedio de 7.4/10.
Ron Hogan de Den of Geek le dio al episodio un 4/5, diciendo: «Es un [...] brillante guion de John J. Gray, que le da a Lily Rabe y a John Carroll Lynch mucho material carnoso con el que trabajar. Rabe en particular se inclina mucho por su material, y como veterana de AHS, sabe cómo jugar con los aspectos más campechanos de su personaje de viuda llorona masticando cada pedazo de escenario que puede encontrar y escupiéndolo agresivamente en la cara de Lynch, que utiliza su considerable tamaño para un buen efecto al encogerse visiblemente ante la ira de su madre». También elogió el carácter y la actuación de McDermott, comentando que «es genial para pasar de ser agresivo y seguro de sí mismo a ser un desastre asustado y sollozante, y este papel juega un papel perfecto en sus fortalezas como actor». Concluyó su crítica con «La gente muere, la gente regresa, los fantasmas persiguen un campamento mientras piensan en planes de venganza, y una banda de los 80 de un solo éxito es asesinada, e incluso los aspectos más predecibles de AHS son todavía bastante salvajes cuando se comparan con todo lo demás en la televisión».
Kat Rosenfield de Entertainment Weekly le dio al episodio una calificación de B-. Elogió el regreso de los veteranos de la serie Rabe y McDermott, comenzando su crítica diciendo: «Las caras familiares de las temporadas pasadas de AHS hacen que este episodio sea extra embrujado». También disfrutó de la escena de apertura/flashback, comentando que el «episodio comienza fuerte». Mientras criticaba la decisión sin sentido de Brooke y Donna de llevar a Bruce con ellos, apreció la escena en la que Brooke se defiende del autoestopista. Rosenfield también señaló cómo este episodio utiliza la misma narrativa desde el comienzo de la temporada, ya que «todo el mundo converge en el campo, de nuevo, y la gente comienza a morir, de nuevo». Sin embargo, disfrutó de las escenas finales entre Richter y su madre. En general, ella apreció el episodio pero criticó sus similitudes con Viernes 13, comentando que era «más bien una estafa descarada».
Andrea Reiher de Variety dio una crítica positiva, y dijo «El episodio de la semana pasada de American Horror Story tomó todos los personajes de 1984 y los adelantó cinco años en el tiempo. Parecía estar preparando una reunión en el Campamento Redwood, que estaba a punto de ser reabierto. Pero cuando comenzó el séptimo episodio, titulado «The Lady in White», lo hizo catapultando a los espectadores aún más atrás en el tiempo. Porque para entender hacia dónde van los jugadores clave esta temporada, uno debe entender primero de dónde vienen».